# Ximena Vidal
Ximena Leonor Vidal Lázaro (San Antonio, 1 de enero de 1955) es una actriz y política chilena, militante del Partido por la Democracia (PPD).
Desarrolló una extensa carrera en el teatro y la televisión, y además trabajó en distintas instancias culturales. Posteriormente, fue diputada por el antiguo distrito N.° 25 —que agrupa a las comunas de La Granja, Macul y San Joaquín— por tres periodos legislativos consecutivos como primera mayoría, entre 2002 y 2014. En dicho lapso, participó en las comisiones permanentes de familia, de trabajo y seguridad social, de educación, cultura y deportes, y de derechos humanos, nacionalidad y ciudadanía.
Desde 2014, ha ocupado el cargo de agregada cultural en la embajada de Chile en México.

## Biografía
Nació en el puerto de San Antonio el 1 de enero de 1955, hija de los inmigrantes españoles Antonio Vidal y Libertad Lázaro. Se casó con el director de cine y televisión José Caviedes con quien tuvo dos hijos: Sabina y José Miguel Caviedes. Posteriormente se separó y se casó con Ramón Farías, de quién posteriormente se separó. 
Hizo sus estudios secundarios en el Liceo n.º 9 de Niñas de Ñuñoa y estudió sociología en la Universidad de Chile. Más tarde, se tituló como actriz en la Pontificia Universidad Católica de Chile. Entre 2006 y 2007, cursó un diplomado de especialización en derechos económicos, sociales y culturales, y políticas públicas.
A fines de la década de 1980 se desempeñó como gestora y productora en el Centro Cultural Estación Mapocho, donde gestionó conciertos musicales, encuentros culturales, obras de teatro y seminarios. También fue directora de la Oficina de Turismo de la Municipalidad de Santiago. Desde 2014, ha retomado su trabajo como gestora cultural y directora ejecutiva de su productora de cine y televisión, Cuatro Caminos, que se dedica a la elaboración de animación digital, comerciales, documentales y eventos.
En 1992, junto al entonces alcalde de San Joaquín Ramón Farías, colaboró en labores sociales en dicha comuna. Desde 1998 hasta 2001, ocupó el cargo de directora de la Oficina Solidaria de San Joaquín. Como miembro del Partido por la Democracia, ha desempeñado el cargo de consejera nacional.

## Trayectoria política
En diciembre de 2001, fue elegida diputada para el periodo 2002-2006 en representación de su partido por el Distrito n.º 25. Integró la comisión permanente de familia, y presidió aquellas de trabajo y seguridad social, y de educación, cultura y deportes. Asimismo, participó en las comisiones especiales para el desarrollo del turismo, sobre seguridad ciudadana, y en la comisión investigadora sobre los derechos de los trabajadores.
En diciembre de 2005, fue reelegida para el periodo 2006-2010. Integró las comisiones permanentes de trabajo y seguridad social, de educación, deportes y recreación, y de derechos humanos, nacionalidad y ciudadanía. Además, colaboró en las comisiones especiales sobre intervención electoral, de libertad de expresión y medios de comunicación, y de turismo. Como miembro de las comisiones del Parlamento Latinoamericano (Parlatino), integró la comisión de ciencia, tecnología y comunicación, y los grupos interparlamentarios chileno-búlgaro, que presidió, y chileno-ecuatoriano.
En diciembre de 2009, volvió a ser reelegida para el periodo 2010-2014. Integró las comisiones permanentes de cultura y de las artes, y de trabajo y derechos humanos. Participó en el grupo interparlamentario chileno-español y, además, fue representante de su partido ante la Asamblea Parlamentaria Euro–Latinoamericana (Eurolat). Decidió no presentarse a la reelección para un cuarto periodo en las elecciones parlamentarias de noviembre de 2013.

## Trayectoria artística
En las décadas de 1970 y 1980, se dedicó a la actuación, en teatro y en televisión. A los 9 años debutó en la teleserie de Canal 13 Esta es mi familia. Posteriormente, participó en diversas producciones de dicho canal y en Televisión Nacional de Chile (TVN). En teatro, participó en las comedias Juani se Casa, Sainetes, Cosa de dos y Cuéntale que lo hiciste conmigo. También ha trabajado en cine comercial, radioteatro, doblajes y en comerciales, tanto para radio como para televisión en Chile y Ecuador.
Por más de 30 años interpretó diversos papeles, principalmente en la televisión chilena, en las distintas áreas dramáticas de los canales:
| Teleseries | Teleseries           | Teleseries         |
| Año        | Teleserie            | Papel              |
| ---------- | -------------------- | ------------------ |
| 1963       | Esta es mi familia   |                    |
| 1966       | Ana de los Milagros  | Hellen Keller      |
| 1970       | Mi mamá y mi papá    |                    |
| 1972       | La sal del desierto  | Magdalena          |
| 1975       | María José           |                    |
| 1975       | J. J. Juez           | Maiga              |
| 1976       | Sol tardío           | María Teresa       |
| 1978       | El secreto de Isabel | Alejandra          |
| 1982       | Celos                | Clara Romero       |
| 1982       | Anakena              | Uka Tarongo        |
| 1983       | La represa           | Ana María Salas    |
| 1984       | Los títeres          | Margarita          |
| 1985       | La trampa            | Ana                |
| 1985       | Morir de amor        | Irma Núñez         |
| 1986       | Secreto de familia   | Ximena             |
| 1987       | La última cruz       | Camila             |
| 1991       | Ellas por ellas      | María José Vergara |
| 1997       | Santiago city        | Ester              |
| 1999       | La fiera             | Paula Silva        |
| 2014       | Chipe libre          | Alcaldesa Bonilla  |

## Condecoraciones

### Condecoraciones extranjeras
- Comendadora de la Orden del Mérito ( Portugal, 1 de diciembre de 2009).[4]

## Historial electoral

### Elecciones Parlamentarias 2001
- Elecciones Parlamentarias de 2001, para el Distrito 25, La Granja, Macul y San Joaquín[5]

### Elecciones Parlamentarias 2005
- Elecciones Parlamentarias de 2005, para el Distrito 25 (La Granja, Macul y San Joaquín), Región Metropolitana[6]

### Elecciones Parlamentarias 2009
- Elecciones Parlamentarias de 2009, para el Distrito 25 (La Granja, Macul y San Joaquín), Región Metropolitana[7]